# 皇娥王后
皇娥王后（?—?）金氏，又称貴勝夫人（귀승부인），新羅第41代君主宪德王金彦昇的夫人。
聖穆王后貴勝娘是是角干金禮英之女，一说是宪德王的弟弟角干金忠恭之女，嫁给金彦昇，生下儿子金憲章、金張廉。809年（哀庄王十年、唐宪宗元和四年），金彦昇杀害侄子哀庄王（昭聖王之子），即位为宪德王。封貴勝夫人为皇娥王后。
809年（哀庄王十年、唐宪宗元和四年），聖穆王后的儿子金彦昇杀害侄子哀庄王（昭聖王之子），即位为宪德王。唐憲宗派遣職方司員外郎攝御史中丞崔廷，以新罗質子金士信为副，持節吊祭哀庄王，冊立宪德王爲開府儀同三司、檢校太尉、持節大都督鸡林州諸軍事、兼持節充寧海軍使、上柱國、新羅王，冊宪德王妻貞氏爲妃。唐宪宗册封的王妃貞氏。其姓貞氏歸金孝貞。

## 家族
- 丈夫：憲德王
  - 儿子：金憲章
  - 儿子：金張廉